# Phare de Bremerhaven
Le phare de Bremerhaven (en allemand : Leuchtturm Bremerhaven) et aussi connu sous le nom de Tour Simon Loschen est un phare actif situé dans le nouveau port de Bremerhaven (Land de Brême), en Allemagne. Il est géré par la WSV de Bremerhaven 

## Histoire
Le phare de Bremerhaven , construit entre 1853 à 1855 dans le style Gothique de brique, se situe sur le nord de l'écluse du port de 1852 en utilisant les plans de l'architecte de Brême Simon Lochen. Mis en service en 1856, ce phare sert de feu directionnel pour entrer dans le chenal. C'est le feu arrière fonctionnant conjointement avec le feu avant , un petit phare rouge et blanc situé sur la jetée sud. Il a été électrifié en 1925 et automatisé en 1951.
À côté du phare, il y a une autre maison de brique qui servait de logement et de bâtiment de service pour le phare et les gardiens de l'écluse. Elle a été partiellement détruite pendant la Seconde Guerre Mondiale. Le phare est le plus vieux en exploitation sur la Mer du Nord d'Allemagne. Il a échappé de peu à la destruction pendant la Deuxième Guerre mondiale.

## Description
Le phare  est une tour quadrangulaire en brique de 37 m de haut, avec galerie et lanterne octogonale. La tour est rouge brique et la lanterne est verte. Son feu isophase émet, à une hauteur focale de 34 m, un éclat blanc de 2 secondes par période de 64 secondes. Sa portée est de 8 milles nautiques (environ 15 km).
Identifiant : ARLHS : FED-050 - Amirauté : B1268.1 - NGA : 10412 .

## Caractéristiques dufeu maritime
Fréquence : 4 secondes (W)
- Lumière : 2 secondes
- Obscurité : 2 secondes

|                      |
| Le phare (feu avant) |

|                        |
| Le phare (feu arrière) |

### Lien connexe
- Liste des phares en Allemagne